# Казахское цирковое искусство

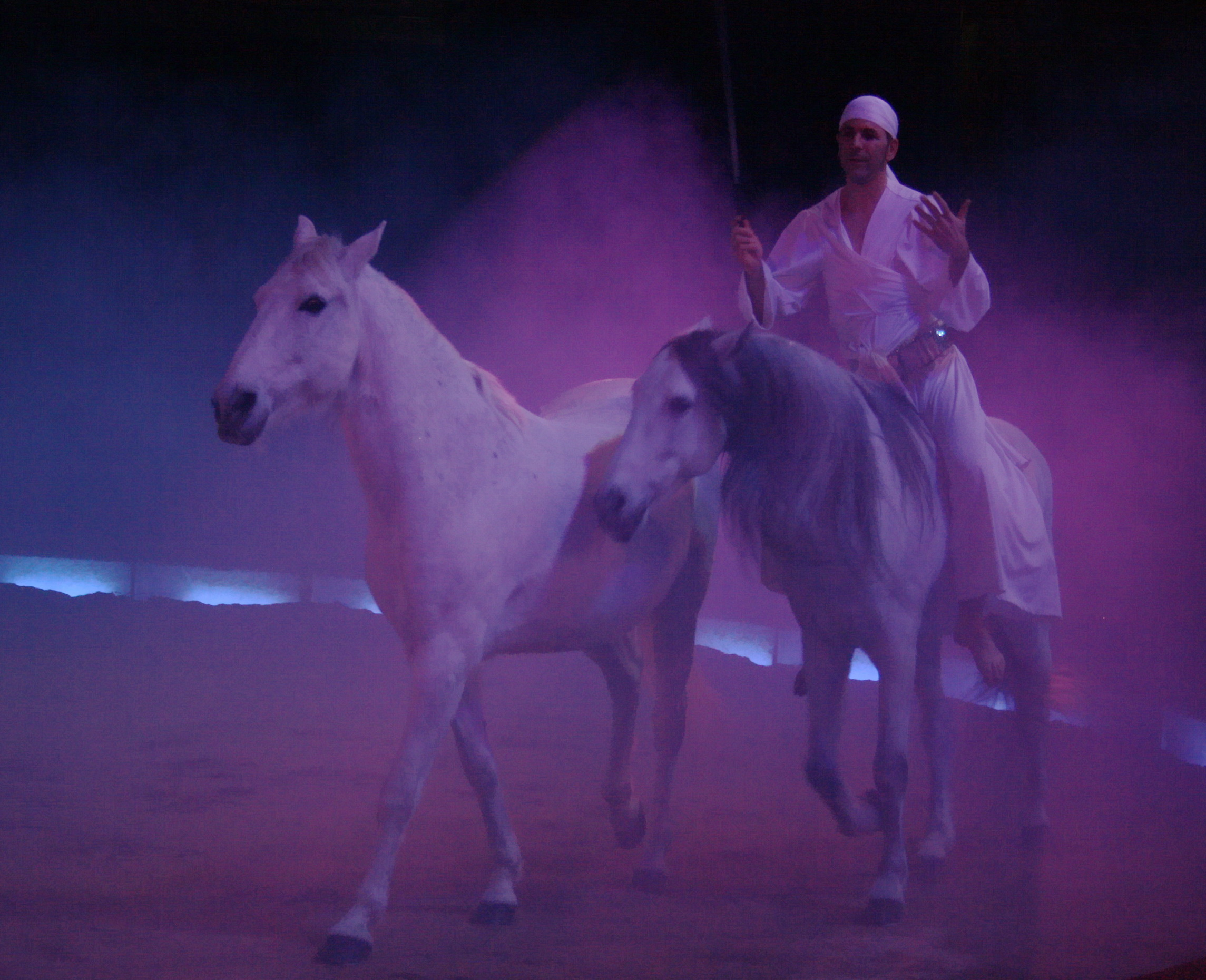
Цирк.

Вид искусства сложился и развивался, удовлетворяя потребности кочевого быта. Его корни уходят в далёкое прошлое, когда большинство казахов вели кочевой образ жизни. Элементы циркового искусства присутствовали в головокружительных трюках, лихой жигитовке наездников. Умелое владение копьем, саблей, булавой на стремительном скакуне, меткая стрельба из лука были обыденным, распространённым явлением и служили обязательными приёмами боевой подготовки воинов тех времён. Сложные упражнения, выполняемые на скачущем коне, с течением времени все больше совершенствовались и легли в основу таких национальных игр, как многоборье, перетягивание (стаскивание соперника с коня), подъём с земли монеты или кольца, кокпар и другие. Многие элементы конных упражнений в современном цирке берут своё начало именно от этих игр. Казахский народ всегда высоко ценил силу, умение, ловкость и красоту движений человека. 
Народ гордился своими силачами. Их приглашали на торжества, о них слагали песни. Слава чемпиона мира по классической борьбе Хаджимукана Мунайтпасова и силача Балуана Шолака гремела по всей степи. Певец и домбрист Берикбол Копенулы (1861—1932), известный в народе как Агашаяк, удачно использовал в своих выступлениях некоторые элементы циркового искусства. В народных развлечениях были распространены бег, прыжки, ходьба на ходулях. Бродячие фокусники демонстрировали различные фокусы. Некоторые затейники рядились в звериные шкуры, ходили по натянутому канату. В 1920-х годах в малых городах, на торжествах, на Кояндинской ярмарке показывали свое искусство Зарубай Кулсеитов, Ща игу бай Кошкарбайулы и другие.

## Цирковые коллективы
На дальнейшее развитие Казахского циркового искусства большое влияние оказала организованная в 1965 году Алматинская студия эстрадноциркового искусства. Созданные в 1960-х годах цирковые коллективы «Достык» (1962, ныне Шымкентский народный цирк), «Балдыр-ган» (1968, ныне Астанинский цирк) получили статус народных коллективов и были удостоены звания лауреатов Международных и Всесоюзных фестивалей. Цирковые номера, приспособленные к театру, сцене, вошли в репертуары областной филармоний Шымкента, Караганды и других городов. В 1969 году был организован первый набор учащихся, имеющих способности к цирковому искусству. Большую работу по созданию профессионального казахского циркового искусства и определению его творческого диапазона проделали Г. Галиева и К. Саудабаев. Наставниками казахов, молодёжи, получившей специальное образование в Саратове, были специалисты современного циркового искусства, в том числе режиссёры Г. В. Перкун, Г. Д. Токаев, А. В. Соколов, В. А. Ревякин и другие. Талантливая молодежь (артисты: Х. Вегейов, Р. Ескенова, А. Смагулов, У. Шалабаев, О. Курманбаев, Г. Байкепова и другие) впервые продемонстрировали своё искусство в 1970 году во Дворце спорта в Алматы и получили высокую оценку специалистов и зрителей. Коллектив успешно гастролировал по стране.
Лауреатами международных фестивалей стали клоуны Казахского цирка К. Касымжанов, К. Мутурганов и другие артисты.

## Национальные игры
В 1972 году в Алмате, и в 1983 году в Караганде построены современные здания цирка, оснащённые новейшей техникой. В подготовке местных кадров принимали участие специалисты из Москвы (Н. К. Винник, Г. В. Фёдоров и другие). Большинство программ были решены в национальном стиле: «Жылқышылар» («Коневоды»), «Қыз қуу» («Догони девушку») и другие. Творческий коллектив Алматинского цирка неоднократно удостаивался звания лауреатов международных, всесоюзных и республиканских конкурсов. С обретением Казахстаном независимости традиции и достижения казахского циркового искусства не были утрачены.

## Новые программы
Созданы новые программы «Волшебная юрта», «Звёзды Азии» и другие. Лауреатами и призёрами конкурса в Китае (1993) стали артисты номеров «Воздушный полёт» (руководитель А. Кириченко), жигиты под рукуводством К. Кунгужинова и другие. В 1999 году организована экспериментальная школа циркового искусства, руководителя М. Куватова. Создавались новые номера и программы, была кропотливая работа над повышением профессиональности и исполнительности мастерства.